# Playback (téléfilm)
Pour les articles homonymes, voir Playback (homonymie).

Playback (Playback) est un téléfilm américain réalisé par Oley Sassone et diffusé en 1996 à la télévision.

## Résumé
David et Sara Burgess sont un couple marié en proie à des tensions à la suite du travail de David. Sara suggère à David d'aller dans un club libertin pour redonner un nouveau souffle à leur mariage mais David est préoccupé par le jeu de pouvoir qui se passe à son travail entre Karen, Gil et lui. Au fur et à mesure qu'une fusion très importante est sur le point d'aboutir, tous les moyens sont bons pour éliminer les concurrents.

## Fiche technique
- Scénario : David DuBos et Oley Sassone
- Durée : 92 min
- Pays :  États-Unis

## Distribution
- George Hamilton : Gil Braman
- Tawny Kitaen (VF : Céline Monsarrat) : Sara Burgess
- Shannon Whirry (VF : Micky Sebastian) : Karen Stone
- Harry Dean Stanton : Ernie Fontenot
- Charles Grant (VF : Bernard Bollet) : David Burgess
- Quinn Duffy : Robert Miller
- Jodi Thelen : Mary
- Scott Williamson : Watson
- Daryl Roach : Franklin
- J. Patrick McCormack : Jones
- Charmagne Eckert : la secrétaire de David

 Source et légende : version française (VF) sur RS Doublage